# Andraunick Simounet
Andraunick “Andro” Simounet (Puerto Rico; 31 de enero de 1985-Florida; 5 de septiembre de 2021) fue un jugador de bolos puertorriqueño, campeón de Centroamérica y del Caribe en Mayagüez 2010.

## Trayectoria
La trayectoria deportiva de Andraunick Simounet se identifica por su participación en los siguientes eventos nacionales e internacionales:

### Juegos Centroamericanos y del Caribe
Fue reconocido su triunfo de ser el quinto deportista con el mayor número de medallas de la selección de  Puerto Rico 
en los juegos de Mayagüez 2010.

#### Juegos Centroamericanos y del Caribe de Mayagüez 2010
Su desempeño en la vigésimo primera edición de los juegos, y se identificó por ser el octogésimo noveno deportista con el mayor número de medallas entre todos los participantes del evento, con un total de 3 medallas:

- Medalla de oro: Maestros
- Medalla de oro: Ternas
- Medalla de bronce: Equipos

## Fallecimiento
Andraunick Simounet murió el 5 de septiembre de 2021 a raíz de un cáncer de colon que le fuera diagnosticado en 2017. Su deceso se produjo a los treinta y seis años en su residencia en Florida, Estados Unidos.